# Rock in Rio Lisboa II
O Rock in Rio Lisboa em 2006 apresentou estruturas diferentes do evento de 2004, mostrando aos portugueses que o evento estava em Portugal para continuar. O público respondeu em força, tendo o Parque Bela Vista recebido 350 mil pessoas em 5 dias. Na área do evento, foram montados vários palcos: o habitual Palco Mundo, com uma impressionante estrutura metálica, o Hot Stage e a Tenda Eletrónica, uma obra-prima de design e iluminação que muito agradou ao público. Outra novidade apresentada foi uma pista de neve verdadeira.
Uma vez mais houve apresentações de grupos portugueses e brasileiros e bandas internacionais de renome que agradaram ao público.
O Projeto Social do Rock in Rio Lisboa 2006 arrecadou próximo de 553 mil euros que foram entregues à SIC Esperança, entidade parceira do evento.
Apresentaram-se no Rock in Rio Lisboa 2006 os seguintes artistas:
Artistas Internacionais: Anastacia, Corinne Bailey Rae, Guns N' Roses, Jamiroquai, Kasabian, Orishas, Red Hot Chili Peppers, Roger Waters, Santana, Shakira, Sting e The Darkness. Artistas Brasileiros: Ivete Sangalo, Jota Quest, Marcelo D2 e Pitty.
Artistas Portugueses: D’ZRT, Da Weasel, GNR, Rui Veloso e Xutos & Pontapés.